# うしろの正面 (テレビドラマ)
『うしろの正面』（うしろのしょうめん）は、1975年2月18日から同年6月17日までNETテレビ系列局で放送されていたNETテレビ（現・テレビ朝日）製作のテレビドラマである。全14話。放送時間は毎週火曜 20:00 - 20:55 （日本標準時）。

## 概要
夫を亡くした後に、東京の高級住宅街の一角で陶器店を営む宇佐見雛子。一人娘が国際結婚して外国へ行った後に、自分の生き甲斐をどこに見つけていくかを主題にして、コソ泥・精六ら周りの個性的な人々との交流などをコメディタッチに描いたホームドラマ。ある日、節子が不良女と喧嘩して、節子が運び込まれた先の病院に保護観察官の田所が事情聴取が来た。雛子はその田所の仕事ぶりを目の前にして、自分も保護司になろうと決めるのだった。

## キャスト
- 宇佐見雛子：高峰三枝子
- 田所：山﨑努 - 保護観察官をしている犯罪心理学者。
- 宇佐見節子：中村メイコ
- 宇佐見梢：多岐川裕美
- 江島精六：坂上二郎
- 江島周子：岡田奈々 - 精六の娘
- いづみ：児島美ゆき
- 蒲田：天田俊明
- 万里子：鰐淵晴子
- 寺川：三谷昇
- 二宮：滝沢修 - 美術評論家
- 浦辺粂子
- ほか

## スタッフ
- 脚本：松木ひろし（全話担当）
- 演出：大村哲夫、田中利一
- 制作：NET

## 放送リスト
| 話数   | 放送日        | サブタイトル     | 演出     |
| ------ | ------------- | ---------------- | -------- |
| 第1話  | 1975年2月18日 | 娘の結婚         | 大村哲夫 |
| 第2話  | 1975年2月25日 | 可愛いホゴシ     | 大村哲夫 |
| 第3話  | 1975年3月4日  | 迷える子羊       | 大村哲夫 |
| 第4話  | 1975年3月11日 | 子の心親知らず   | 田中利一 |
| 第5話  | 1975年3月18日 | 私が拾った男     | 田中利一 |
| 第6話  | 1975年4月1日  | ピクニック       | 田中利一 |
| 第7話  | 1975年4月8日  | 女は弱し されど… | 田中利一 |
| 第8話  | 1975年4月15日 | 真夜中のパーティ | 田中利一 |
| 第9話  | 1975年4月22日 | ウソの中のマコト | 田中利一 |
| 第10話 | 1975年5月6日  | 春の嵐           | 田中利一 |
| 第11話 | 1975年5月20日 | ㊙︎見合い作戦     | 田中利一 |
| 第12話 | 1975年6月3日  | 恋愛大混戦       | 田中利一 |
| 第13話 | 1975年6月10日 | 幻の花嫁         | 田中利一 |
| 最終話 | 1975年6月17日 | グッドバイ       | 田中利一 |

## ネット局に関する備考
- 近畿地区においては、1975年3月18日放送の第5話までは毎日放送で放送されていたが、同年3月のいわゆる腸捻転の解消により、同年4月1日放送の第6話からは朝日放送で放送されていた。
- 広島地区においては、当時他系列局の番組を多くネットしていた広島ホームテレビでは、火曜20:00枠が日本テレビとのスポンサードネットによる同時ネット枠になっていたため、金曜21:00枠での3日遅れによる遅れネットを行っていた。